# القاعف (كعيدنة)

تعديل مصدري - تعديل

القاعف هي إحدى قرى عزلة سواخ بمديرية كعيدنة التابعة لمحافظة حجة، بلغ تعداد سكانها 69 نسمة حسب تعداد اليمن لعام 2004.